# Клин, Эрнест Фёдорович
 Эрнест Фёдорович Клин  (нем. Ernst Klien; 6 марта 1794, Барут (Марк) — 3 декабря 1866, Москва) — преподаватель латинского языка в Московском университете, поэт.

## Биография
Сын пастора. Учился в гимназии в Баутцене, затем в Лейпцигском университете на богословском факультете. По окончании курса был учителем в школах Лейпцига и Дрездена. Необходимость добывать средства для поддержания довольно многочисленной семьи, со смертью отца оставшейся в бедственном положении, побудила Клина отправиться в Россию, в надежде устроиться там получше.
В Москве обустройству Клина содействовали профессора Лодер и Фишер фон Вальдгейм. Клин получил место домашнего наставника в доме князя П. П. Гагарина. По просьбе Лодера он написал латинские стихи для приветствования А. Гумбольдта во время проезда его через Москву на Урал.
Затем он же написал стихи в честь Гёте, в 1828 году, при праздновании дня его рождения; стихи эти оказались очень удачными, обратили внимание на молодого учителя и в 1837 году граф С. Г. Строганов доставил ему место преподавателя латинского языка в университете. Место это Клин и занимал почти до самой смерти. В последние годы жизни он был уже одним из старейших преподавателей университета и по годам и по летам службы в университете. Он преподавал сначала студентам медицинского и юридического факультетов, а потом читал латинскую стилистику студентам историко-филологического факультета.